# Ward Hill

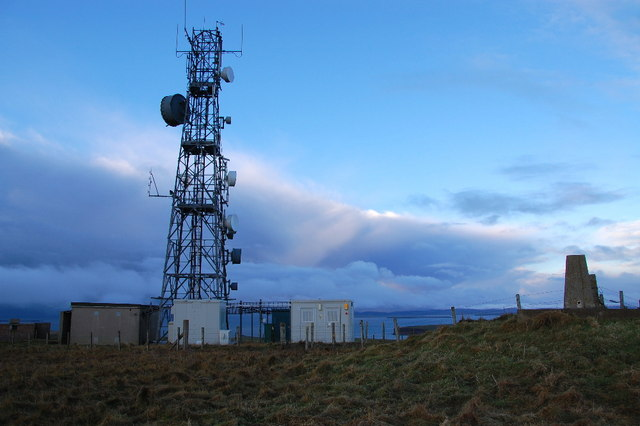
Ward Hill Sender und Trigonometriepunkt

Ward Hill ist ein Stadtviertel im Nordosten des Stadtbezirks Staten Island, New York City, mit etwa 1500 Einwohnern (2024). Der Stadtteil ist bekannt für seine Hanglage, historische Villen und seine Nähe zum Fährterminal St. George.

## Lage
Ward Hill liegt südlich von Tompkinsville und östlich von Grymes Hill auf einem der höchsten Punkte Staten Islands. Die steilen, kurvigen Straßen bieten Ausblicke auf den New York Harbor und Manhattan.

## Demografie
Ward Hill ist ein ruhiges, überwiegend von Familien bewohntes Viertel. Die Bevölkerung ist gemischt, wobei ein großer Anteil aus europäischen Einwanderern stammt. Das Viertel ist Teil der North Shore, die in den letzten Jahren ein moderates Bevölkerungswachstum und eine zunehmende Diversität verzeichnet.

## Geschichte
Ward Hill entwickelte sich im 19. Jahrhundert als exklusives Wohnviertel für wohlhabende New Yorker. Viele der Villen und Häuser stammen aus dieser Zeit und prägen bis heute das Bild des Stadtteils. Die Nähe zum Fährterminal St. George machte Ward Hill schon früh attraktiv für Pendler.

## Etymologie
Der Name Ward Hill geht auf Caleb T. Ward zurück, einen Geschäftsmann und Landbesitzer, der das Gebiet im 19. Jahrhundert erwarb und maßgeblich prägte. Seine Villa, die Caleb T. Ward Mansion, ist heute ein New Yorker Wahrzeichen.